# Provincia de Mariscal Luzuriaga

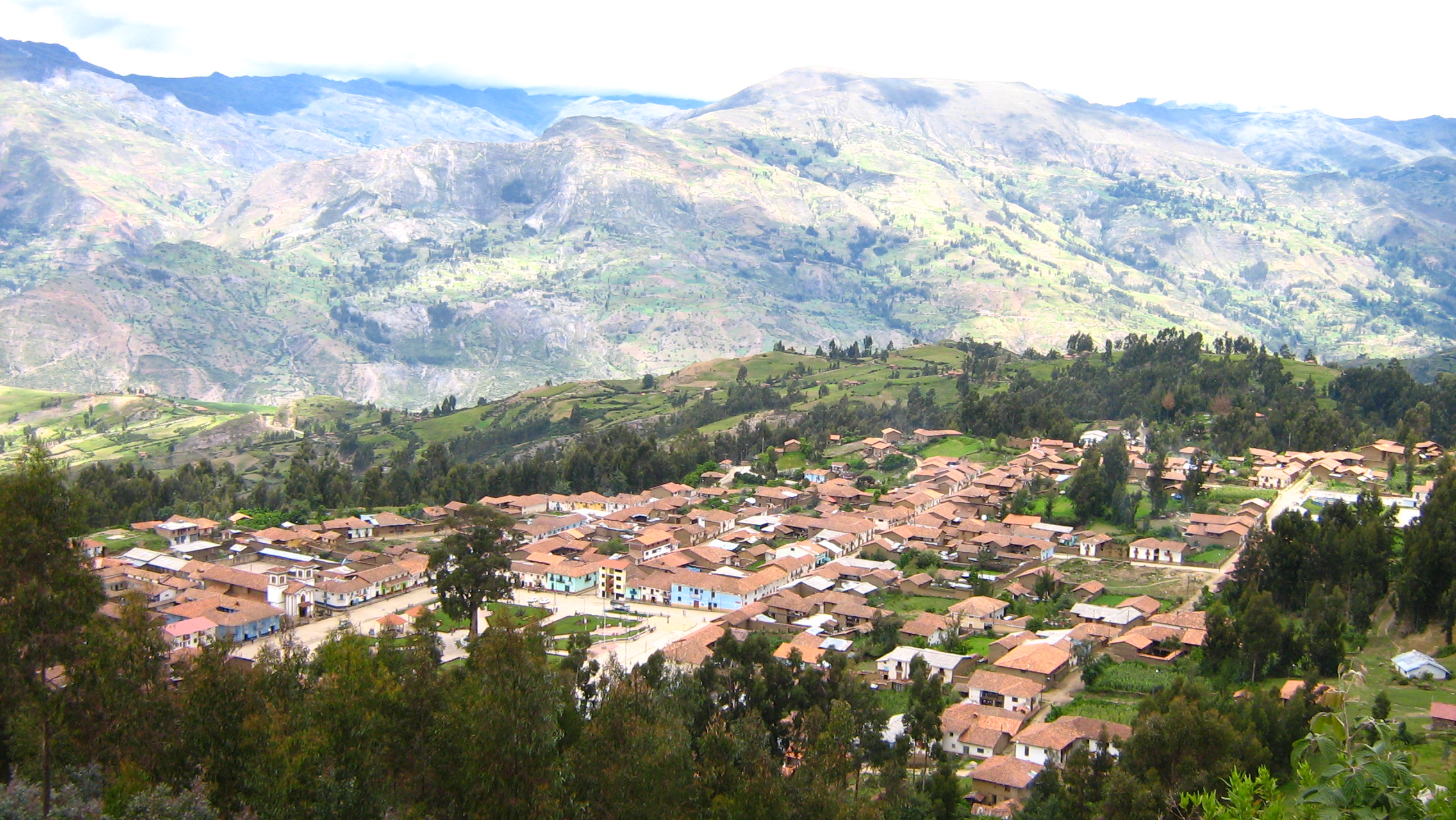
Capital de la provincia de Mariscal Luzuriaga

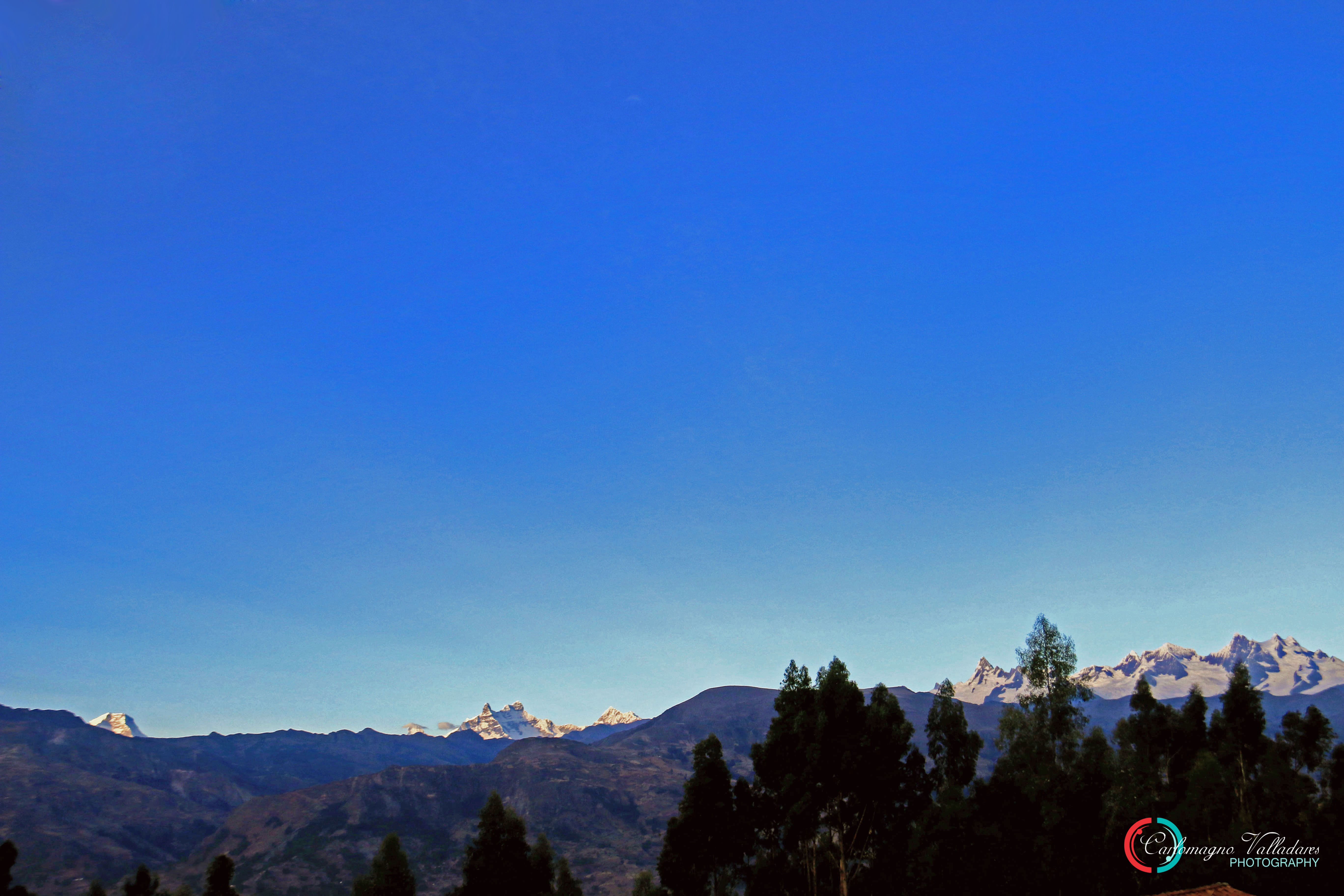
Los nevados Huascarán, Chacraraju, Pirámide, Taulliraju y Pucajirca, vistos desde la ciudad de Piscobamba.

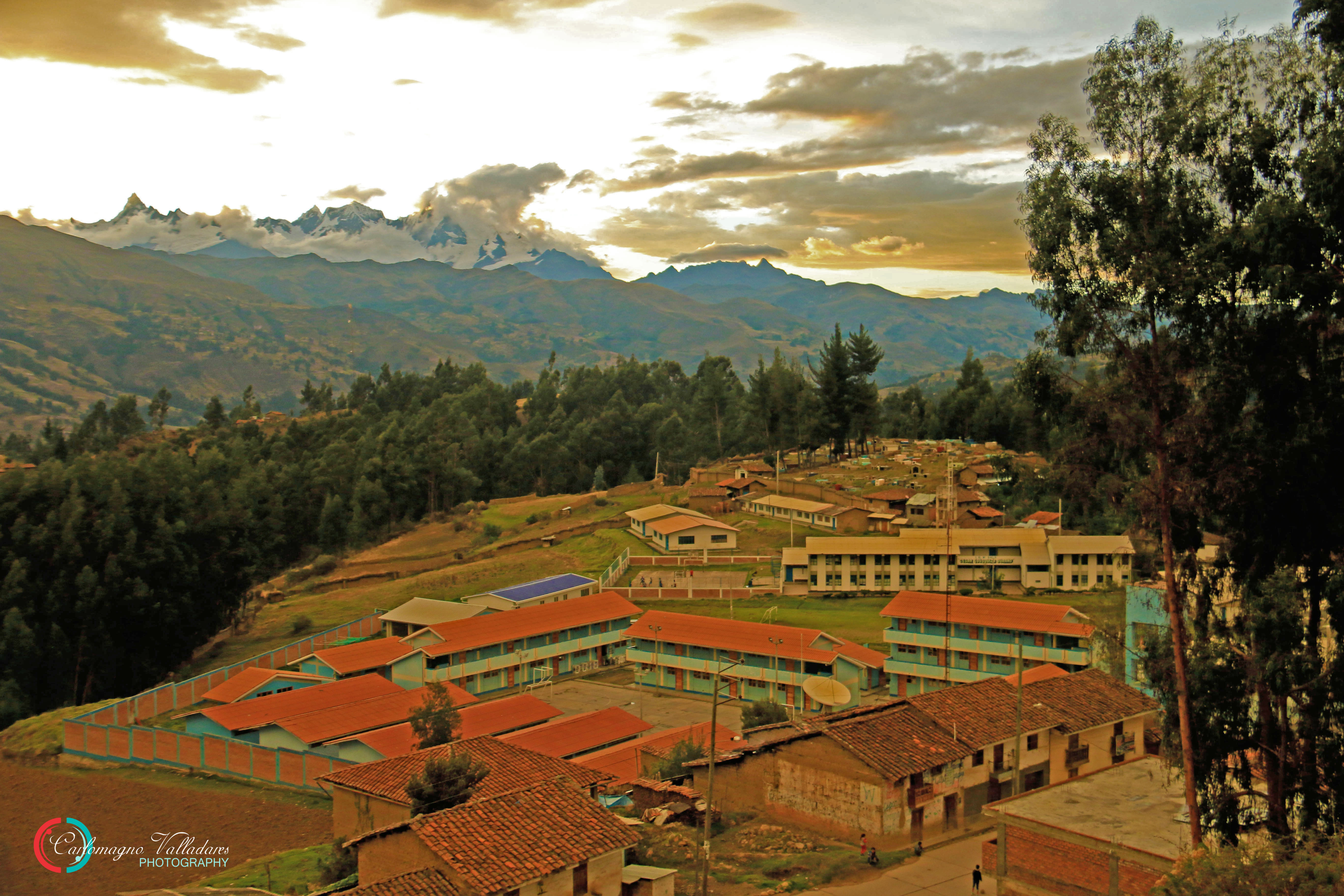
Colegio Nacional Mixto Mariscal Luzuriaga

La provincia de Mariscal Luzuriaga es una de las veinte que conforman el departamento de Áncash en el Perú. Limita por el norte con la provincia de Pomabamba, por el este con el departamento de Huánuco, por el sur con la provincia de Carlos Fermín Fitzcarrald y por el oeste con la provincia de Yungay. Cuenta con una superficie de 730.58 km². Su capital es la ciudad de Piscobamba, ubicada a una altitud de 2950 m s. n. m. y conocida como la Novia de los Andes.

## Toponimia
En los memoriales presentados, uno por los residentes en Lima, Callao y balnearios, y otro desde Piscobamba, a la Junta de Gobierno Militar, en 1949, se puso el nombre de provincia de Piscobamba. En 1950, centenario del fallecimiento del prócer argentino, José de San Martín, se acordó llamar Provincia del Generalísimo San Martín. Esta propuesta era redundante, pues ya existían el departamento de San Martín y la provincia de idéntica nomenclatura. Por lo que en el Senado, en noviembre de 1955, a propuesta de Rómulo Jordán Cánepa, senador por Ica, surgió el nombre de Mariscal Toribio de Luzuriaga, distinguido prócer de la Independencia Sudamericana que nació en Huaraz.
El mariscal del Perú y general argentino Toribio de Luzuriaga nació en Huaraz en 1782 y murió en Pergamino, Argentina, en 1842. Se distinguió por la campaña en el Perú, a órdenes de San Martín. En 1821, asumió la presidencia del departamento de Huaylas, capital: Huaraz.

## Historia
Piscobamba tiene un largo historial, ya aparece en los escritos de Miguel Estete, Pedro Cieza de León, Inca Garcilaso de la Vega; y en 1594 se realizó el 8.º Sínodo, presidido por el arzobispo Toribio de Mogrovejo quien lo visitó dos veces. Fue fundado el pueblo de Piscobamba, como asentamiento de naturales, por el capitán español Alonso Santoyo de Valverde, tal como lo menciona el padre Gridilla en su obra: Áncash y sus corregimientos.
Piscobamba fue capital del corregimiento de Conchucos hasta la creación de las intendencias. Este nombre de Conchucos se mantuvo para cohonestar la masacre —consecuetemente el genocidio— que realizó Francisco de Chaves, quien dio muerte a más de 600 niños y ancianos de la etnia de los Conchucos. En la época republicana fue relegado a la condición de distrito. Sin embargo, se creó la provincia de Mariscal Luzuriaga, cuya capital detenta desde 1956, sobre la base del antiguo distrito de Piscobamba (de 1825) que por entonces, aún incluía los territorios de los actuales distritos de Parobamba y Quinuabamba, que en 2011 pertenecen a la provincia de Pomabamba.

### Periodo precolombino y presencia hispánica
Hacia el 1200 d. C. se desarrolla en este territorio la nación o grupo étnico de los piscopampas (pishqupanpa), conformada por las actuales provincias de Pomabamba y Mariscal Luzuriaga que se unieron con los conchucos, huaris, sihuas y pincos para resistir a las huestes incas lideradas por Cápac Yupanqui y Túpac Inca Yupanqui. Las batallas se desarrollaron por diversos flancos durante diez meses, cayendo finalmente en 1465.
Durante la conquista del Perú, cuando Francisco Pizarro toma como rehén al inca Atahualpa en Cajamarca, ordena a una guarnición comandada por Hernando Pizarro y Miguel de Estete, que explorara los territorios del sur. Luego de saquear el templo de Pachacámac iniciaron el retorno a Cajamarca con 27 cargas de oro y 2 000 marcos de plata; haciendo la ruta del viaje por el gran camino inca de la sierra Tarma y Huánuco Viejo; desde este punto, toda la sierra oriental de Áncash desde Pincos hacia Huari, Piscobamba, el 5 de abril, donde pernoctan en la casa del curaca, luego pasan a Sihuas, Conchucos y Andamarca hasta el 7 de abril de donde prosiguen hacia Cajamarca, llegando el 14 de abril de 1533.
- 1566: Primera misión católica en el pueblo de Piscobamba, la conforman fray Antonio de Baeza y como vicario, su compañero fray Miguel de Carmona.

- 1574: Por disposición de Toledo, surge el pueblo de Piscobamba, con criterio hispánico de cuadras y como reducción de naturales. Dicha fundación ejecuta Alonso de Santoyo.

- 1594: 24 de noviembre: 8.º Sínodo Diocesano. Organiza y preside Santo Toribio de Mogrovejo. Vicario de Piscobamba: Mateo Morales; corregidor de Conchucos Joan de Barbarán. No hay actas de los asistentes.

- 1739: El 5 de junio en Piscobamba, capital de la provincia (=corregimiento) de Conchucos, se realizó la remensura, delimitación y amojonamiento de las tierras; dirigió el capitán de caballos Felipe Gonsales de Cossío, juez de tierras.

- 1780: Levantamiento en Chacas y Piscobamba, contra los impuestos abusivos. Alzamiento que debela el coronel Fontegra.

- 1784: Implantación del régimen de intendencia. Los pueblos de Alto Marañón (oriente ancashino) integran la intendencia de Tarma, que comprende los partidos de Cajatambo, Conchucos, Huamalíes, Huánuco, Huaylas, Jauja y Tarma.

Se consideran como doctrinas de este partido: Chavín, San Marcos, Uco, Llamellín, Huari del Rey, San Luis, Chacas, Piscobamba, Pomabamba, Sihuas, Corongo, Llapo, Tauca, Cabana y Pallasca.
- 1812, 13 de marzo: Proclamación de la Constitución de Cádiz por el subdelegado José Fernández Patiño en Piscobamba.

### Período independiente
- 1821: En marzo, desde la ciudad de Huarás, Toribio de Luzuriaga confirma la división del partido de Conchucos en dos: El Alto nombrado de Huari, compuesto por las doctrinas de: Chavín, San Marcos, Huari, Llamellín, Chacas, San Luis, Uco; y el Conchucos Bajo por Pomabamba, Corongo, Llapo, Tauca, Cabana, Pallasca, Sihuas y Piscobamba; gobernador político de Conchucos Bajo, Francisco Borja Rodríguez y de Conchucos Alto, Juan de Dios Camborda.
- 15 de diciembre: Jura de la independencia en Piscobamba, acto promovido por el gobernador intendente Dionisio Vizcarra.
- 1825, 13 de septiembre: Se convalida legal y puntualmente que la provincia de Conchucos tiene como capital a Piscobamba, en el departamento de Junín. Que fue el nuevo nombre del departamento de Huánuco y en tal fecha incluía las provincias de Huaylas (cap. Huarás), Conchucos (cap. Piscobamba), Huari (cap. Huari), Huamalíes (Llata), Huánuco (cap. de dpto. y prov. Huánuco), Cajatambo (cap. Cajatambo), Pasco (cap. Tarma), Jauja (cap. Jauja). Todo ello, por disposición de Bolívar.
- 1826: El 6 de septiembre, en Piscobamba, capital de la provincia de Conchucos, se firma el acta de adhesión a la Constitución de Bolívar
- 1836: Fue elegido como diputado al Congreso del Estado Norperuano, el piscobambino, Simeón Rodríguez Egúsquiza.
- 1838: Eclipse de la estrella política de Francisco Borja Rodríguez.
- 1839, 18 de enero: Desplazamiento de tropa de Piscobamba y Sihuas hacia Yungay, en apoyo de la Confederación Peruano boliviana. Llegaron tarde, ya había ganado la expedición chileno peruana con participación de los criollos: Castilla, Gamarra, Vidal, etc.
- 1850. 22 de septiembre: Nacimiento de Fidel Olivas en Llama.
- 1856, 29 de diciembre: Creación de la Municipalidad de Piscobamba, integrada por 10 concejales.
- 1861. 21 de febrero: Desaparición de la provincia de Conchucos; lo que origina la creación de las de Pallasca y de Pomabamba y la desvalorización política de Sihuas.
- 1868, 28 de agosto: Creación política del distrito de Parobamba, a expensas del territorio de Piscobamba.
- 1879-1883: Participación en la llamada guerra del Pacífico, o la guerra del Salitre, en la que Chile, con apoyo e intriga de Inglaterra, humilló y despojó a Perú y a Bolivia enormes departamentos salitreros y, actualmente, cupríferos. De Piscobamba, Yurma, Llumpa, Acobamba, Pomabamba se le proporcionó contingente de sangre. Pelearon en las batalla de Miraflores y San Juan de Miraflores: Joaquín Llanos y Melchor Valverde Quiroz.
- 1889: El 28 de octubre, se crea el distrito de Llumpa por Andrés Avelino Cáceres.
- 1895, 17 de marzo: Escaramuza en que la astucia de los Rayán Pistola hizo huir a los montoneros de Piérola. Magnífica dirección del cacerista Pushtu Durand. Previamente, se realizó el encuentro de Achcay, comprensión del área de Llumpa, entre caceristas y pierolistas.

### SigloXX
- 1905: Creación del distrito de Llama, por Ley 139, del 22 de noviembre.
- 1918: Creación de la Escuela de 2.º Grado de Varones 304 de Piscobamba. La primera promoción integraron: Teodolfo Valverde, Roberto Asencios, Demetrio Pastor, Alberto Sifuentes, Lizardo Egúsquiza, Alfonso Roca Ayala, Víctor Rodríguez Blanco entre otros. Como docentes citamos a: Diómedes Llanos, Raúl Llanos, Raúl Rodríguez, Miguel Jiménez Esparza, César Egúsquiza, Manuel Paredes, Alejandro Sorados, Julio Villanueva Delgado, Humberto Ponte Olivas Elena Rodríguez, Oscar Sotomayor, Pedro Egúquiza, Arturo Arce, Hernán Murga, Teodoro Girón y otros.

- 1929: Aparece la Revista Andina, dirigida por Próspero Salas. Exige la reivindicación provincial de Piscobamba, en el segundo número colabora Alejandro Rodríguez.
- 1937: Visita pastoral del monseñor Juan Domingo Vargas. 7 de junio se produce un eclipse total a las 3 de la tarde, seguido de un temblor; suceso que conmovió a la población.
- 1944: Creación del distrito de Casca, por efecto de la Ley 9986, del 17 de octubre.
- 1946, 10 de noviembre: Sismo de grado 10 de Mercalli en el trapecio nortranscordillerano. Destruidos: Sihuas, Quiches, Conchucos y Pampas. Efectos en Pomabamba y Piscobamba.
- 1947: En noviembre se establece el puesto de la Guardia Civil, a consecuencia del amotinamiento de campesinos en 1944.
- 1950: Edición del 1.er número de Reivindicación, dirigía Felipe E. Domínguez. Visita pastoral del obispo de huarás, Jacinto Valdivia.
- 1951: En septiembre, en asamblea popular, se decide gestionar provincia, con nombre de Generalísimo San Martín, capital Piscobamba.
- 1846,12 de enero: Creación de la provincia de Mariscal Luzuriaga por Ley 12541. Gestores: Próspero Salas, Marcelino Ocaña, Daniel Huerta y Felipe E. Domínguez. Autor del proyecto de ley: el diputado Moisés Álvarez Amarillo. Propuso el nombre el senador, Rómulo Jordán Cánepa.En los trámites tomaron empeño los diputados Fermín Carrión Matos y Juan Parra del Riego.

### Gestores
El nacimiento de la provincia parte de la iniciativa de su hijo, Justo Próspero Salas, considerado el principal gestor; él no bajó guardia hasta alcanzar la meta. En Lima contó con la colaboración de Daniel Huerta y la actuación decisiva de Marcelino Ocaña. En Piscobamba, Felipe E. Domínguez, quien dirigió el vocero Reivindicación, que rechazó ataques de un grupo de pomabambinos; como alcalde ayudó en los trámites. Para el caso ver la revista Piscobamba (1965) y la entrevista en Caretas (17 de marzo de 1964) a Ocaña. Además se movilizó el pueblo de Piscobamba y sus hijos residentes en Lima. En Huaraz, se imprimió el periódico mensual llamado Reivindicación, con fines obvios, pues Piscobamba fue capital de la provincia de Conchucos, de 1825 hasta 1838; cuando surgió el departamento de Junín, 13 de septiembre de 1825, cambiando de nombre al departamento de Huánuco y precisando las capitales provinciales, donde votarían la Constitución Bolivariana, entre ellas Piscobamba.

#### Etapa provincial
- 1960, el 3 de mayo: Por Ley 13424, se crea el distrito de Lucma. El 5 de este mes, se fundó el distrito de Fidel Olivas Escudero, por Ley 13426.
- 1961, el 8 de febrero: Se creó por Ley 13625 el Colegio Nacional Mixto de Piscobamba. Y el Instituto Agropecuario de Socosbamba, establecido por Ley 13645.
- 1962, noviembre: Inicio del funcionamiento del servicio de corriente eléctrica en Piscobamba. Por Ley 14075, del 12 de mayo, se crea el distrito de Musga.
- 1963: El Club Deportivo Mariscal Luzuriaga adquiere terreno en Manzanapampa, donde se ha construido el Estadio Provincial y, aledaño, funciona el Instituto Tecnológico Superior.
- 1967, 17 de septiembre: Inauguración de la carretera Chimbote-Pasacancha-Pomabamba-Piscobamba, por el presidente Fernando Belaúnde; alcalde provincial, Máximo Neyra.
- 1970, 31 de mayo: Terremoto de Áncash. Construcción del centro cívico, en los terrenos del Cabildo, y del centro de salud en Andaymayo y el complejo educativo en Romero pampa.
- 1972: Se crea el Núcleo Educativo Comunal 03/83 con sede en Piscobamba, director Hernán Murga. Hoy se llama UGEL.
- 1974: Construcción de la carretera San Luis-Llumpa-Piscobamba, la misma que se inauguró en el pueblo de Llumpa.
- 1983. El distrito de Yauya pasa de la provincia de Mariscal Luzuriaga a la de San Luis.
- 1984: Funcionamiento de televisión con una retransmisora en Pomabamba.
- 1985: Creación del Instituto Superior Tecnológico de Piscobamba. El 28 de junio, consagración del Templo de Piscobamba por el Obispo Dante Frasnelli Tarter, dirigió la construcción el actual Mons. Ivo Baldi.
- El 13 de diciembre, se creó el distrito de Eleazar Guzmán Barrón, con su capital, Pampachacra, por Ley 24398.
- 1987: Queda terminada la carretera Llanganuco-Yanama-Llumpa, vía turística en el corazón del parque nacional Huascarán.
- 1994, 17 de diciembre: Celebración del 4.º centenario del 8.º Sínodo Diocesano; participa el Cardenal Augusto Vargas, entre otros prelados. Se editó el libro Santo Toribio de Mogrovejo. Este año se habilitó la carretera Viscacha-Musga- Llama.
- 2004: En el mes de septiembre, se inaugura la carretera Llama-Pampachacra.
- 2006, jueves 12 de enero: Los luzuriaguinos, en especial los piscobambinos, celebran, en Lima, los 50 años de la creación de la provincia. Y, en Piscobamba, la municipalidad, los distritos y el pueblo conmemoran la misma efeméride, a fines de junio con la presencia de alcaldes de otras provincias.
- El 2 de junio, empezó la peregrinación al cerro de Tocana a celebrar al señor de igual nombre.
- 2008: Inauguración de la carretera Piscobamba-Sanachgán. En 2009, también llegaría a Parco.
- Marcha y huelga de hambre de los moradores poblado menor de Vilcabamba, hacia Piscobamba. reclamaban la electrificación.
- 2010. En septiembre, inauguración de la iglesia de San Nicolás de Tolentino, en Pampachacra, por el obispo de Huari, Ivo Baldi.

### Hechos históricos de trascendencia
- Ca. 1465: Las naciones autónomas de los conchucos, los huaras y los piscopampas son vencidos por los cusqueños, los integran a su dominio.
- Llegada de Hernando Pizarro el 5 de abril de 1533.
- Fundación del asentamiento de naturales en 1574 por Alonso de Santoyo de Valverde.
- 8.º Sínodo Diocesano, presidido por Santo Toribio de Mogrovejo en Piscobamba, noviembre de 1594
- Jura de la Independencia en 1821
- Creación de la provincia de Conchucos el bajo, en marzo de 1821, por Toribio de Luzuriaga, desde Huarás.
- Adhesión y aprobación de la Constitución de Bolívar el 6 de septiembre de 1826
- Desplazamiento de un contingente de apoyo a la Confederación Perú-Boliviana, en vísperas de la batalla de Yungay.
- Creación del Concejo Municipal en enero de 1857.
- Escaramuza de los Rayán Pistola contra los pierolistas en abril de 1895
- Creación de la provincia de Mariscal Luzuriaga, el 12 de enero de 1956
- Creación del Colegio Nacional de Piscobamba con el nombre del epónimo de la provincia, en 1961.
- Inauguración de la carretera el 17 de septiembre de 1967
- Dación de la ley de Reforma Agraria el 24 de junio de 1969
- Sismo del 31 de mayo de 1970, que destruyó gran parte de Áncash
- Creación del Instituto Superior en 1985.
- Celebración del 4.º centenario del 8.º Sínodo de Piscobamba en noviembre de 1994
- Celebración de los cincuenta años de provincia en 2006.

## Geografía

### Relieve
La provincia de Luzuriaga forma parte del parque nacional Huascarán en el piso janka de los distritos de Llumpa y Lucma, ubicándose en el primer distrito los nevados de Taulliraju, Chacraraju y Pirámide de Garcilaso, mientras que a Lucma le corresponden las cumbres de Yanagaga, Tuctubamba y Pucarraju —Yanaqaqa, Tuktupanpa, Puka-rahu, en quechua—.
El cerro Tocana se encuentra en los límites de Piscobamba y Fidel Olivas Escudero. El emblemático cerro de Huáncash, que figura con su leyenda del tesoro de Atahualpa, en la Enciclopedia Británica. El cerro de Chonta jirca, donde, cada 3 de mayo, se celebra la Fiesta de la Cruz. En Llumpa está un cerro por donde baja una catarata, llamada Ishpaq, a la cual la tradición atribuye como milagro a Santo Toribio de Mogrovejo. Cerca a Parco se tiene el cerro de Intu, desde el cual se ven: la cordillera Blanca, la cordillera Azul en Huánuco y las serranías de La Libertad. En muchos de los cerros existen restos arqueológicos, que hasta ahora no se han estudiado.
La planicie de mayor extensión es la de Vacas, en el distrito de Casca. También entre los distritos de Fidel Olivas y Guzmán Barrón está la de Cuchicancha. A 3 km hacia arriba de Piscobamba, en la dirección NNE, está la pampa de Tsintsanku, en la que alguna vez se pretendió construir un campo de aterrizaje. No existe una planicie apropiada para la construcción de un aeropuerto.

### Hidrografía
- Río Pacosbamba a 5 km de Piscobamba, hacia el oeste.
- Río Vilcabamba, afluente del anterior, eje del distrito de Casca.
- Río Yanamayo, desde la unión del río Llacma con Pacosbamba. Avena sobre el Marañón a la altura de Torrejirca, a 4 km al oeste de Pumpa. Divisorio con la provincia de Fitzcarrald.

La laguna de Huecrococha (wiqruqucha), en el ámbito de Lucma y cerca a la comunidad de Quishuar, en el flanco oriental de la cordillera Blanca. En la subcordillera, por donde corre el Camino del Inka, tenemos las lagunas de Canchiscocha, Yanacocha, en el distrito de Fidel Olivas; Tutapaj grande y chico, Qinual en el distrito de Piscobamba; Shiprecocha, Jaruaqara, Yawarcocha, Pusaq y Awaj en el distrito de Casca.

## División administrativa

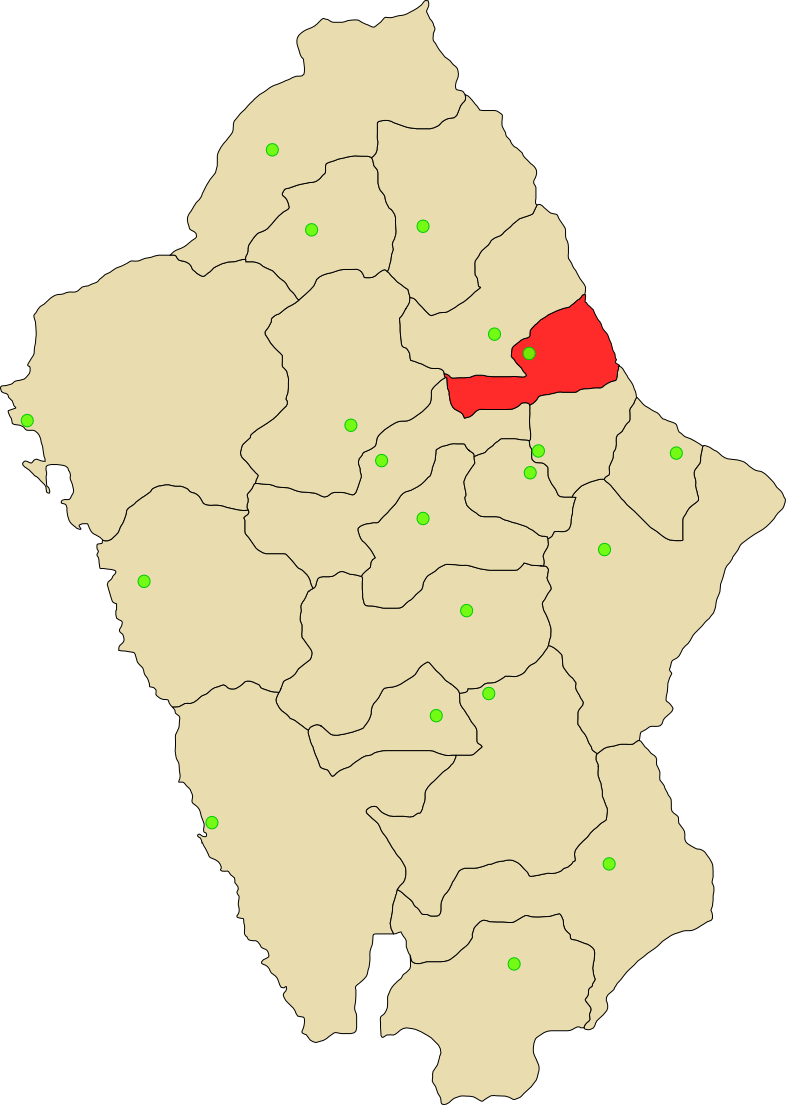
Mapa de la provincia de Mariscal Luzuriaga en Áncash

Esta provincia se divide en ocho distritos.
1. Piscobamba
2. Casca
3. Eleazar Guzmán Barrón
4. Fidel OIivas Escudero
5. Llama
6. Llumpa
7. Musga
8. Lucma

## Demografía
Según el censo de 2007 de INEI, la población de la provincia es 23 292 habitantes, que comparada con la población de 2005, de 23 482, arroja una merma de 190 pobladores. Según los datos de 2007, las mujeres son 11 416 y la población urbana es de 2 871 habitantes.

### Proyección social
La población menor de 15 años es de 8 538 menores de edad, que representan el 36,66% de la población total.Ellos necesitan el apoyo del Estado, a través de los 3 niveles de gobierno y de la comunidad y familia, para: nutrición, salud y educación. Los no menores de 65 años son 1 906 personas; si accedieran a la pensión 65 a razón de 200 nuevos soles, se necesitan 4 574 400, por lo menos cuatro millones y medio de soles al año.

## Epítetos y emblemas
Como elementos emblemáticos de la ciudad capital se encuentra el eucalipto que fue sembrado alrededor de 1874, por Juan Rodríguez, en el centro de la plaza principal; la iglesia matriz reconstruida por el padre Ivo Baldi e inaugurada en 1984; el cerro de Huáncash, donde se encontraba una antigua atalaya militar; Chontajirca, reducto de la Cruz de Mayo. Además, el extenso paisaje ligado a la vista de la cordillera Blanca en una extensión de 200 km, de sur a norte.

## Autoridades

### Regionales
- Consejero regional
  - 2019-2022:[10] Zenón Fulgencio Ayala López (Movimiento Independiente Regional Río Santa Caudaloso)

### Municipales
- 2019-2022[10]
  - Alcalde: Roger Asencio Roca, del Partido Democrático Somos Perú.
  - Regidores:

  1. Melchor Alvino Cueva Chávez (Partido Democrático Somos Perú)
  2. Valentín Víctor Dionicio Miranda (Partido Democrático Somos Perú)
  3. Jacinto Pablo Miranda Estrada (Partido Democrático Somos Perú)
  4. Santa Eudocia Llallihuaman Charqui (Partido Democrático Somos Perú)
  5. Nilo Edvin Domínguez Calixto (Movimiento Independiente Regional Río Santa Caudaloso)